# خيمونيو
بلدية خيمونيو (بالإسبانية: Gemuño) هي بلدية تقع في مقاطعة آبلة التابعة لمنطقة قشتالة وليون وسط إسبانيا.

## الديموغرافيا
يبلغ عدد سكان بلدية خيمونيو 162 نسمة عام 2011 (وفقاً للمعهد الوطني للإحصاء الإسباني).
| 233 | 225 | 210 | 182 | 185 | 169 | 162 |

## أعلام
- لوتشيانو مونتيرو
- ريكاردو مونتيرو